# Transito di Mercurio da Giove
| Transiti di Mercurio da Giove(in corsivo sono indicati i passaggi ravvicinati) | Transiti di Mercurio da Giove(in corsivo sono indicati i passaggi ravvicinati) |
| ------------------------------------------------------------------------------ | ------------------------------------------------------------------------------ |
| 25 dicembre 2005                                                               |                                                                                |
| 26 marzo 2006                                                                  |                                                                                |
| 28 novembre 2011                                                               |                                                                                |
| 26 febbraio 2012                                                               |                                                                                |
| 11 gennaio 2018                                                                |                                                                                |
| 16 settembre 2023                                                              |                                                                                |
| 15 dicembre 2023                                                               |                                                                                |
| 30 ottobre 2029                                                                |                                                                                |
| 29 gennaio 2030                                                                |                                                                                |
| 6 luglio 2035                                                                  |                                                                                |
| 3 ottobre 2035                                                                 |                                                                                |

Un transito di Mercurio viene osservato da Giove ogni qualvolta Mercurio si interpone fra il pianeta e il Sole, oscurandone una piccola parte del disco; durante un simile evento, un ipotetico osservatore su Giove potrebbe osservare Mercurio come un disco nero che attraversa il disco solare.
In occasione di questo fenomeno Giove appare, per un osservatore situato su Mercurio, uniformemente illuminato, trovandosi in una configurazione nota come opposizione.
Il fenomeno potrebbe naturalmente essere osservato anche dalla superficie di uno dei satelliti naturali di Giove, sebbene con orari e modalità leggermente differenti da quelle riportate in tabella.

## Periodicità dei transiti
Il periodo sinodico Mercurio-Giove è pari a 89,792 giorni, come si ricava dalla formula
{\displaystyle {\frac {1}{{\frac {1}{P}}-{\frac {1}{Q}}}}}
dove P è il periodo orbitale di Mercurio (89,968435 giorni), e Q di Venere (4330,595 giorni).
L'inclinazione dell'orbita di Mercurio rispetto all'eclittica di Venere è pari a 6,29° (per confronto, l'inclinazione rispetto all'eclittica terrestre, detta semplicemente eclittica, è di 7,00°).